# 全員正解あたりまえ!クイズ
『全員正解あたりまえクイズ!!』（ぜんいんせいかい あたりまえクイズ!!）は、2005年10月5日から2006年2月8日までTBS系列で毎週水曜19:54 - 20:54（JST）に放送されたクイズ番組。

## 概要
前身は同局で放送されている『アッコにおまかせ!』後半の単発コーナーであり、2003年9月28日のコーナー開始以降、2004年5月4日には2時間枠の特別番組として放送されて高視聴率を獲得、さらに2005年8月21日放送分からはレギュラーコーナーとして昇格するなど好評を博しており、同年10月からは満を持してゴールデンタイムへの進出を果たした。和田アキ子にとっては『オフレコ!』以来、3年ぶりの同時間登場。かつては、同じくこの時間帯に2005年4月から同年9月まで放送されていた『ミンナのテレビ』(日本テレビ系)の司会も担当していた。
基本的に10名が協力してクイズに挑戦する。特番などではチーム対抗戦で行う回もあった。当初は全員がクリアした賞金を積み重ねて行くクイズだが、レギュラー放送では賞金が獲得できず、0円のままラストクイズに入ることがあった。のちに1人正解しても賞金が貰える救済クイズが加わってタイトルの通り「全員正解」の持ち味が薄れることなってしまった。2006年2月1日放送分と2月8日放送分は全員一致団結する形式ではなく、2チーム対抗戦（5人vs5人）へ変更され、勝ちチームに獲得した賞金が貰えるシステムに変更された。
視聴率は1桁台に留まり、先述のようにルールを何回か変更もされたが、それでも改善されなかったため、レギュラー進出から半年足らずの2006年2月8日で打ち切りとなった。当日の新聞のテレビ欄で「（終）」マークが出る形となってしまい、峰や和田による挨拶等はなく、エンディングは当初次週以降も続けることになっていたためか、不自然な形となった。改編期に差し掛かる前の番組終了であったため、後番組の『ドリーム・プレス社』がスタートする5月までの間はトリノオリンピックなどの特別番組や映画・ドラマなどの単発番組が編成された。

## 出演者
司会・進行
- 峰竜太
- 安東弘樹（当時・TBSアナウンサー）
- 中島知子（当時・オセロ）

レギュラー
- 和田アキ子

準レギュラー （五十音順）
- ガッツ石松
- 勝俣州和
- くりぃむしちゅー（上田晋也・有田哲平）
- 品川庄司（庄司智春・品川祐）
- 島倉千代子
- 杉田かおる
- 矢口真里ほか

ナレーション
- DJ ARCHE
- 清田陽平

## 主なコーナー
全員正解あたりまえ!クイズ
番組のメインであるコーナー。ゲスト全員で、1人ずつ順番に、誰でもわかる簡単な問題全50問の中から、知識・世代を考え全員が答えられそうな問題を選ぶ。レギュラーでは、3回連続で全員が正解すれば成功。ただし最後の問題は、「スーパーリーチクエスチョン」として番組が指定した3問の中からしか選択出来なかった。
特番ではルーレットで5人が選ばれ、5回連続で5人全員が正解すれば成功。また「スーパーリーチクエスチョン」では4問の中から選択していた。
全員歌えてあたりまえ!「あなうめ合唱隊クイズ」
ゲストの中からルーレットで5人選ばれ、解答者が合唱隊の衣装で「あたりまえ少年少女合唱隊」が歌う歌詞を穴埋めする。間違えると、あたりまえ少年少女合唱隊が間違えた人にタメ口でツッコんでいた。例えば、島倉千代子が間違えた場合は｢チヨチヨ～!｣、陣内智則が間違えた場合は｢しっかりしろよ～!孝則～!｣、和田アキ子が間違えた場合は「紅白出たんだろ?!」、神奈月は「しっかりしろよ～！陽水（井上陽水の扮装だったから）」等｡
ドキドキ漢字ドッキング!「モジタス」
ゲストの中からルーレットで選ばれた5人が挑戦。2つの文字をくっつけて、1つの常用漢字（漢字ができても常用漢字でなければ不正解）を作る。下には基本となる文字が積まれており（人の名前にちなんだ問題もあった）、その文字に合う文字が落ちてくる。舵を回して落下する文字を左右に動かし、くっつけたい文字の真上に移動させる。1人ずつ順番に解答、間違えると床が上がり、思考時間が短くなると同時に今まで正解した回数が0にリセットされる。5人連続で全員が正解すれば成功、床が最高まで上がると失敗。不正解の場合でも漢字は変更されず、同じ文字が落下してくる。
全員脱出!「漢字でエスケ」
ゲスト全員（2チーム対抗戦時は3人対3人の対抗戦）で挑戦。ある漢字を真ん中にして、最初は、上下に別の漢字が2つずつ、30秒ごとに新たに上下どちらかに別の漢字が1つ、合計で8つ（上下に4つずつ）が置かれる。その上下の漢字は、真ん中の漢字と組み合わせると2文字の熟語になるので、上下の漢字をヒントに真ん中に入る漢字は何かを当てる。分かった人はフリップに書き、こっそり答えを書いて見せる。制限時間以内（2分30秒または3分）に全員答えられれば成功（2チーム対抗戦時はどちらかチームが3人全員正解した時点で終了。）。ただし、全員抜けられなければ（2チーム対抗戦時は相手チームに）、炭酸ガスをふきかけられる罰があった。
またこのコーナーには、解答者がゲストの中からルーレットで5人選ばれ、既に抜けた人がヒントとして新たな漢字をモニターに書くという別ルールがあり、このルール時のコーナー名称は、「助けて!漢字でレスQ」になった。このコーナーは1度だけ2チーム対抗戦時に正解した人数が2人対2人だったため制限時間内に先に3人抜けられないまま時間切れとなり、両チームともに6人全員が炭酸ガスをふきかけられた。この場合、勝敗は引き分けとなる。解答紹介時のBGMは映画「大脱走」のテーマ曲である。
古今東西ビバノンノ
ゲスト全員で、1人ずつ、ザ・ドリフターズの「ドリフのビバノン音頭」に合わせて、複数答えがある問題に解答。全員が正解すれば成功だった。
歌ってつなげて「ドレミしりとり」
ゲストの中からルーレットで7人選ばれ、ドレミの歌に合わせてしりとりをする。ただし、ドはドーナツのドではなく、ドはドーナツのツというように答えなければならない。7人連続でしりとりができれば成功だった。
ザ・テスト10
ゲスト全員（チーム対抗戦時は代表者を数名ずつ、2チーム対抗戦時は3人対3人の対抗戦）で、早押しで、制限時間内（10秒）に、答えが10になるような計算式を作る。出題時は4つの数字が並べられており、その間に「＋」「－」「×」「÷」のどれかを入れる形で解答する。全員（2チーム対抗戦時は3人全員が抜けたチーム）が正解（チーム対抗戦時は正解者は抜けて先に全員抜けたチーム（お手つき誤答は1回休み））すれば成功だった。
ホンモノさんいらっしゃい！
ゲスト全員が1人ずつ挑戦。出題前に司会者の「ホンモノさん」のフレーズの後に解答者が桂三枝（現・六代目桂文枝）のギャグ「いらっしゃ～い」をする。歴史上の人物や国旗などが名乗りながら登場するので、制限時間内（5秒）に、名乗った名前が正しければ「ホント」、間違っていれば「ウソ」と答える。「ウソ」と答えた場合はキャラクターが穴に落下し、「ホント」と答えた場合は普通に家に入る。1問正解につき1万円が加算された。名乗った名前が間違い、すなわち偽物だった場合は人物の顔が狼に代わる。ちなみに、男性の声のキャラクターが間違えられて落とされると「本物だよ！」、女性の声のキャラクターが間違えられて落とされると「本物なのに～」、男性の声のキャラクターが間違えて入ると「ウソだよ！」、女性の声のキャラクターが間違えて入ると、「うっそでーす」、日本人のキャラクターが正解で入ると「ありがとう」、国旗、犬などのキャラクターが正解で入ると「サンキュー」、「ウソ」が正解で落とした場合、男女関係なく「バレたか～」という音声が流れる。制限時間5秒以内に解答出来なければキャラクターが帰ってしまい、この場合は無条件で不正解となる。初期は全ての問題において、間違えて落とすと「本物だよ！」、間違えて入れると「ウソだよ！」、正解して入れると「ありがとう」、「ウソ」が正解で落とすと「バレたか～」という音声が流れた。
できてあたりまえ!「小学校の教科書クイズ」
ゲスト全員で、小学校の教科書にある問題の中から出題される。全員が正解すれば成功だった。
セレクトクイズ
ゲスト全員で、1人ずつ、人数＋1個の用語の中から辞書に載っている用語を選ぶ。1つだけある、ダミーの用語（載っていない用語）を当てなければ成功だった（2チーム対抗戦時はダミーを引かなかったチームに最高100万円・50万円・40万円・20万円・10万円・最低1万円の賞金獲得か相手チームから30万円を横取りできる「あたりまえ!スロット」に挑戦できた。）。
サブタイトルには、「あるある広辞苑」（広辞苑を使用）、「海を渡った日本語はどれ？」（Oxford Dictionary of Englishを使用）、「いるいる苗字典」（日本苗字大事典を使用）、「あるある地名事典」（日本地名事典を使用）、「あるある記念日」（記念日の事典を使用）などがあった。
またこのコーナーには、ゲストの中からルーレットで5人選ばれ、1人ずつ、6個の用語から選ぶというものと、10人全員で相談して、ABどちらかを選ぶ2択問題を5問行い、3問正解すれば成功、3問不正解すれば失敗と同時に賞金が半額になるというものの、2つの別ルールがあり、このルール時のコーナー名称は、「あるあるセレクトクイズ!!」になった。
- 1回成功につき、ゲスト全員に10万円（1人1万円）（特番では30万円または50万円）が贈られた。
- 番組の最後のコーナーは、全員が正解すると、今までの獲得賞金の2倍（特番では獲得賞金の3倍もしくは5倍）と副賞が贈られた。賞金0の場合は副賞を賞品に変更される。

## スタッフ
- 構成：石川裕郁、北本かつら、木野聡、矢野了平、及川浩和
- 監修：岩崎元哉、あべ
- ゲーム協力：渋谷聡
- TM：中澤　健
- TD：寺尾昭彦
- VE：高橋康弘
- カメラ：飯橋俊昭
- 音声：北村玲奈
- 照明：夏井茂之
- 編集：東放制作、浦野和男、麻田誠
- MA：小林研人
- 音響効果：加藤博紀、岡本智宏
- 美術プロデューサー：長谷川隆之
- 美術制作：杉山弘子
- セットデザイナー：中村嘉邦
- 装置：吉田義則、荷田豊
- 装飾：安藤豪
- 電飾：金坂雅之
- メカシステム：大谷圭一
- 特殊効果：永岡昇
- 特殊装置：山口貴史
- レタリング：斉藤孝一
- 衣裳：軽石真央
- メイク：アートメイク・トキ
- CG：渡辺竜実、ウィルリンク
- TK：田中理奈子
- AP：鹿渡弘之、高橋正子
- ディレクター：平賀渉、清水徹郎、内山大輔、山口伸一郎、田中桂司、長谷川賢吾、清宮嘉浩、山中伸二、小林雅知
- 総合演出：片山剛
- プロデューサー：海本泰
- 制作協力：TBS-V
- 制作：TBSテレビ
- 製作著作：TBS

## ネット局
※以下のネット局のうち、中部日本放送や毎日放送など一部の系列局では20:00スタートとされていて、局によって19:54スタートと20:00スタートに分かれていた。
| 放送対象地域  | 放送局             | 系列    | 備考   |
| ------------- | ------------------ | ------- | ------ |
| 関東広域圏    | TBS                | TBS系列 | 制作局 |
| 北海道        | 北海道放送         | TBS系列 |        |
| 青森県        | 青森テレビ         | TBS系列 |        |
| 岩手県        | IBC岩手放送        | TBS系列 |        |
| 宮城県        | 東北放送           | TBS系列 |        |
| 山形県        | テレビユー山形     | TBS系列 |        |
| 福島県        | テレビユー福島     | TBS系列 |        |
| 新潟県        | 新潟放送           | TBS系列 |        |
| 長野県        | 信越放送           | TBS系列 |        |
| 山梨県        | テレビ山梨         | TBS系列 |        |
| 静岡県        | 静岡放送           | TBS系列 |        |
| 富山県        | チューリップテレビ | TBS系列 |        |
| 石川県        | 北陸放送           | TBS系列 |        |
| 中京広域圏    | 中部日本放送       | TBS系列 |        |
| 近畿広域圏    | 毎日放送           | TBS系列 |        |
| 島根県 鳥取県 | 山陰放送           | TBS系列 |        |
| 広島県        | 中国放送           | TBS系列 |        |
| 山口県        | テレビ山口         | TBS系列 |        |
| 香川県 岡山県 | 山陽放送           | TBS系列 |        |
| 愛媛県        | あいテレビ         | TBS系列 |        |
| 高知県        | テレビ高知         | TBS系列 |        |
| 福岡県        | RKB毎日放送        | TBS系列 |        |
| 長崎県        | 長崎放送           | TBS系列 |        |
| 熊本県        | 熊本放送           | TBS系列 |        |
| 大分県        | 大分放送           | TBS系列 |        |
| 宮崎県        | 宮崎放送           | TBS系列 |        |
| 鹿児島県      | 南日本放送         | TBS系列 |        |
| 沖縄県        | 琉球放送           | TBS系列 |        |

## 備考
- あたりまえ!スロットが、『クイズ世界はSHOW by ショーバイ!!』のミリオンスロットに酷似していた。(よこどり30万という出目が入っていた)
- 特番では、携帯電話を使って番組内容に関するクイズに参加することが出来た。問題に正解すると、視聴者プレゼントとして抽選で15人に同額の賞金が山分けされていた。